# علی‌اصغر فیاض فاضلی
علی‌اصغر فیاض فاضلی سیاست‌مدار ایرانی بود، که در  دوره بیست و دوم  و  دوره بیست و سوم  به‌عنوان نماینده لاهیجان در مجلس شورای ملی حضور داشت.